# Вино Нобиле ди Монтепульчано

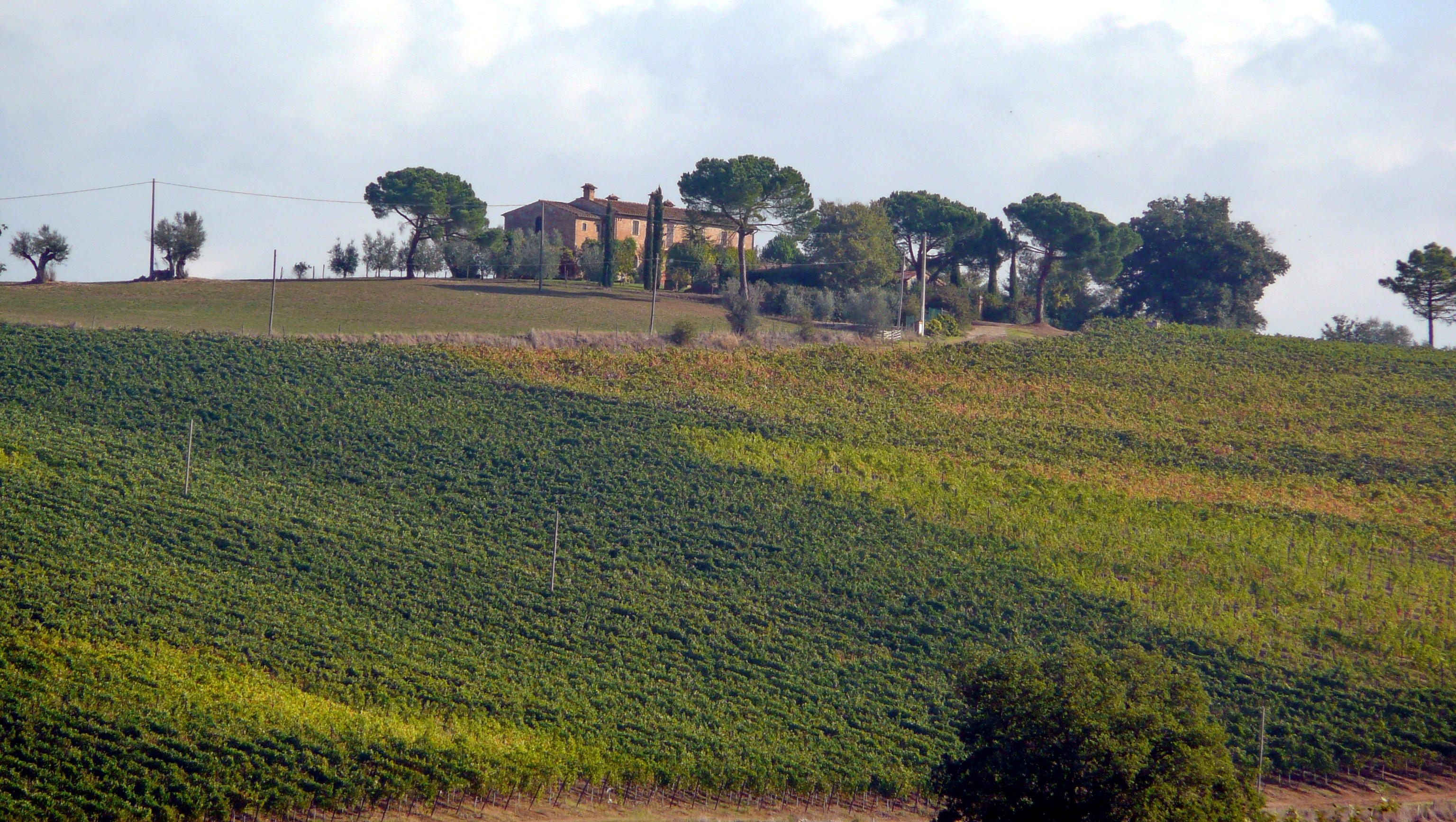
Виноградники близ Монтепульчано

Вино Нобиле ди Монтепульчано (итал. Vino Nobile di Montepulciano, что переводится как «благородное вино из Монтепульчано») — итальянское сухое красное вино, производимое в окрестностях города Монтепульчано тосканской провинции Сиена на сравнительно небольшой территории в 1300 га. Одно из самых прославленных вин Италии, монтепульчанское вино получило высшую категорию качества (DOCG) в год её введения (1980).
Несмотря на название, вино из Монтепульчано производится не из одноимённого винограда, а из винограда сорта Санджовезе (не менее 70 %) с добавлением винограда Канайоло Неро (около 10-20 %) и других сортов. Не следует путать его с более ординарным вином из провинции Абруццо, именуемым Монтепульчано д’Абруццо.
Вино Нобиле часто воспринимается как более мягкая версия брунелло (которое производится по соседству в Монтальчино). В идеале это вино соединяет элегантность классического кьянти с плотной танинной структурой брунелло.

## История
Виноградарство и виноделие в окрестностях нынешнего Монтепульчано известно с античных времён, когда в этих местах жили этруски. Прекрасные вина с виноградников Монтепульчано неоднократно упоминаются в средневековых рукописях, монастырских документах, их ценили папские виночерпии. Так, в 1549 году главный виночерпий папы Павла III назвал совершенным вином именно монтепульчанское, а Франческо Реди в 1685 году воспел его в стихах как «короля вин». К концу XIX — началу XX века сложилось в качестве торгового наименование «отборное красное вино из Монтепульчано» (итал. Vino rosso scelto di Montepulciano).
Официальное название вина было изменено на нынешнее благодаря виноделу Адамо Фанетти на рубеже 1920-х и 1930-х годов. Неофициально монтепульчанское именовалось «благородным вином» (vino nobile) с XVIII века. В своих путевых заметках 1880-х годов «благородное вино Монтепульчано» превозносит английский эстет Джон Симондс, так как, по его оценке, оно «отличается богатством и благородством, будучи слегка терпким на избалованный вкус, но по качеству чистым, мощным, породистым». Павел Муратов, посетив Монтепульчано накануне Первой мировой войны, записал:
Вино Монтепульчиано считается одним из лучших во всей Италии. Легенда говорит даже, что нашествие галлов Бренна на Рим было вызвано именно их знакомством с монтепульчианским вином. Действительность, являющаяся в виде тех образцов vino nobile, какие можно достать в радушном альберго <трактире> Мардзокко, не менее красноречива, чем эта легенда.
В 1966 году вино получило категорию DOC, а в 1980 году — статус DOCG. Тем не менее ещё в 1970-е качество монтепульчанского вина (как и традиционных тосканских вин в целом) заметно упало, так как в это время были ослаблены предъявляемые к нему требования, а производители сосредоточились на увеличении объёмов продаж.

## Выход из кризиса

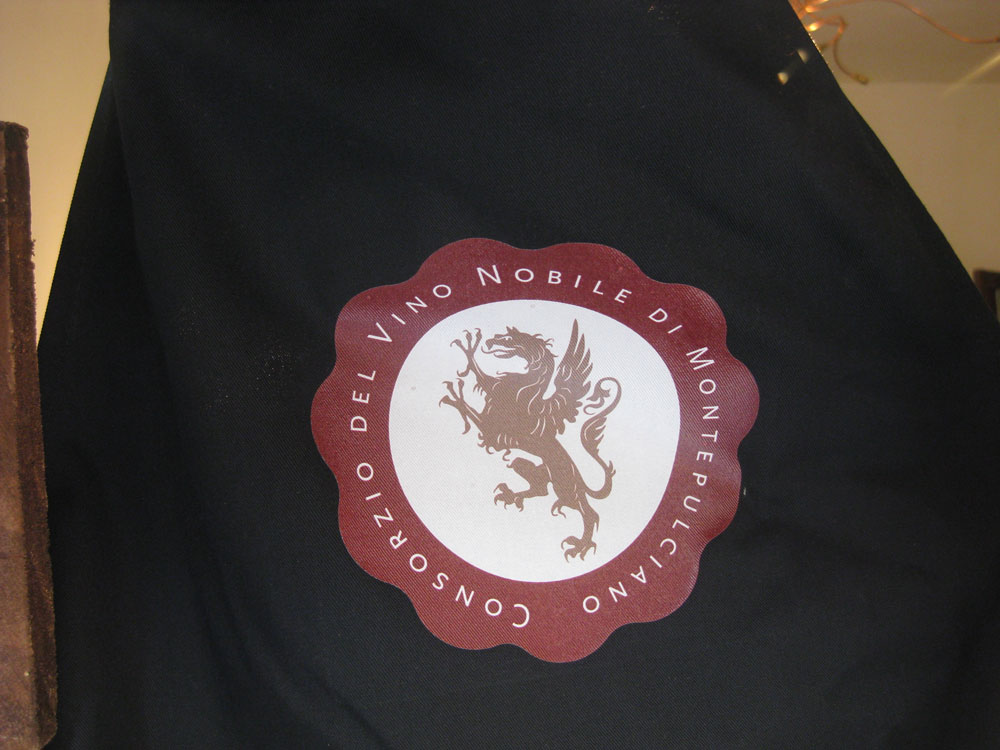
Логотип консорциума производителей вин Монтепульчано

По мере того, как вино из Монтепульчано (нередко производившее на дегустаторов впечатление грубоватого или разбавленного) стало проигрывать конкуренцию с вином из Монтальчино за зарубежных потребителей, эксперты заговорили о кризисе аппелласьона. Кризисные явления были особенно заметны на фоне взрывного роста популярности «супертосканцев», которые сделали ставку на импортные (бордоские) сорта винограда. 
Дабы ускорить раскрытие вина, производившегося только из традиционных для Тосканы сортов винограда, в 1990-е годы монтепульчанцы стали негласно примешивать к нему виноград французского сорта мерло (что, впрочем, размывает выраженность монтепульчанского терруара).
Рост интереса к вину наметился после нескольких этапов ужесточения стандартов. В частности, было предписано использовать для производства вина только виноград, выращенный на высоте от 250 до 600 метров над уровнем моря. В 2017 году производители Poliziano, Boscarelli, Avignonesi, Dei, La Braccesca и Salcheto объявили о создании консорциума Alliance Vinum, который ставит целью возвращение «благородному вину» былого реноме.
Через год после тосканского винного скандала 2008 года (когда выяснилось, что при производстве Брунелло, помимо санджовезе, нелегально используются «интернациональные» сорта винограда: каберне-совиньон, мерло, сира) правила производства Вино Нобиле были либерализованы: отныне до 30 % вина могут составлять виноматериалы не только местных сортов, но и «интернациональных». Данное изменение было призвано приблизить Вино Нобиле к вкусам зарубежных ценителей вина.
Курс на «глобализацию» очередного тосканского вина с богатой историей вызвал неоднозначные отзывы знатоков. В 2010-е годы наметилось возвращение виноделов Монтепульчано к использованию местных сортов винограда и сокращение использования «интернациональных» сортов.

## Характеристики

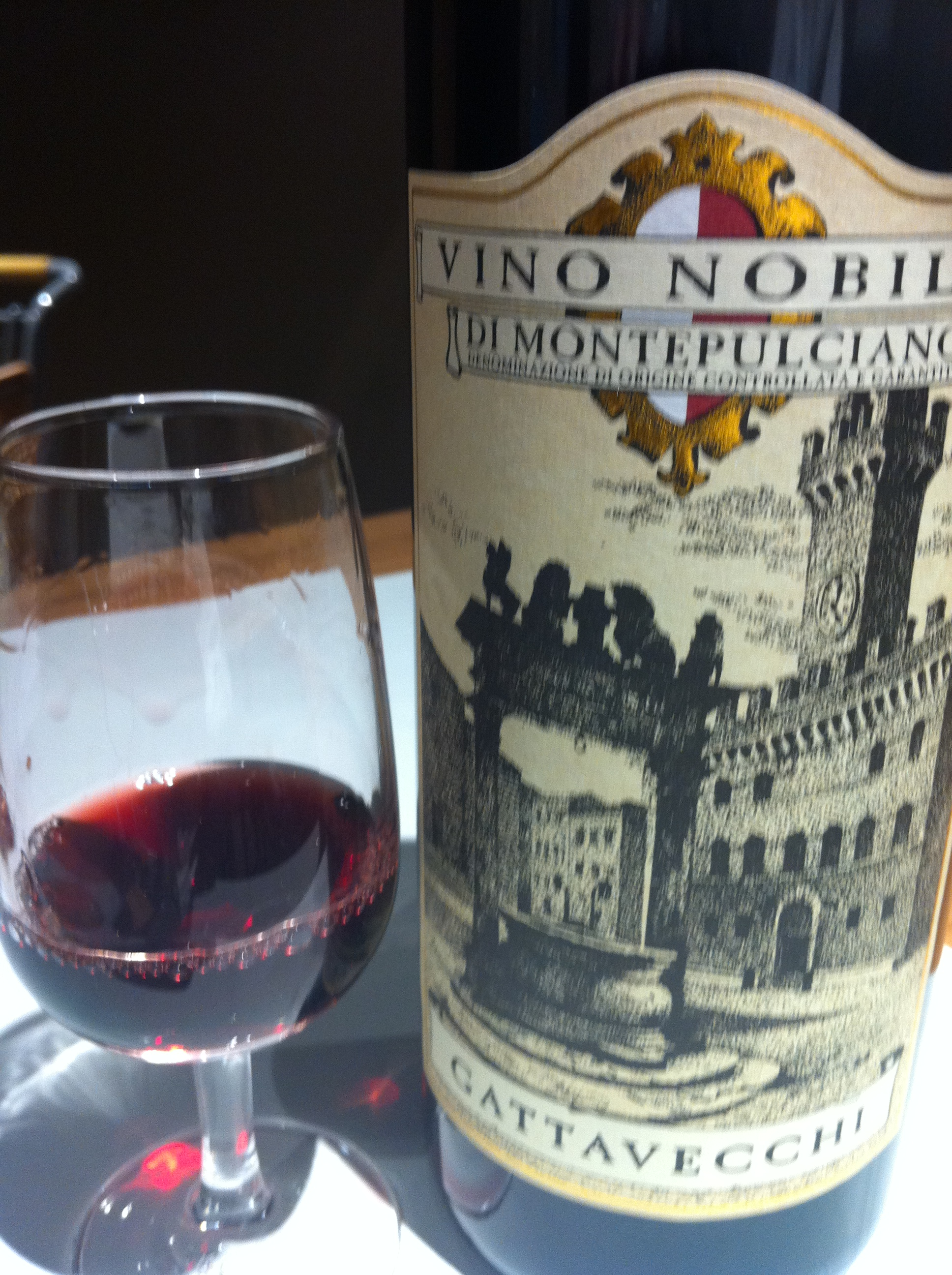

Санджовезе из Монтепульчано ценится за точность выражения терруара (если его не разбавлять менее требовательными сортами местного винограда и не подавлять более мощными сортами наподобие каберне-совиньона, как, к сожалению, часто происходит на практике). 
Согласно требованиям, вино должно быть выдержано не менее двух лет, из которых не менее одного года выдержки в бочке из древесины, традиционно используются дубовые бочки объёмом 2 тысячи литров. Вино высшего класса (Riserva) подлежит выдержке не менее 3 лет. В результате получается вино средней плотности и отчётливой танинности, рубинового цвета, гранатного при более продолжительной выдержке. Глубина цвета объясняется характеристиками почвы Монтепульчано: тяжестью глины и обилием песка. Во вкусе дегустаторы отмечают тона черешни, вишни, клубники и сливы.
После введения категории DOCG тосканские виноделы стали использовать часть виноматериала, не полностью отвечающего требованиям DOCG, для производства второго вина Rosso di Montepulciano («Красное из Монтепульчано»), в свою очередь, получившего категорию DOC. Появление данного аппеллясьона дало производителям свободу манёвра при изменении погодных условий и прочих факторов.